# Phalaenopsis equestris
Phalaenopsis equestris – gatunek rośliny z rodziny storczykowatych (Orchidaceae). Występuje w południowej części Tajwanu oraz na Filipinach. Kwitnie od maja do września. 

## Morfologia
PokrójBylina tworząca kępy. Łodyga bardzo skrócona.
LiścieTrzy lub cztery, zielone. Równowąsko-językowate u nasady zwężone. Osiągają 10 do 24 cm długości i 3–5 cm szerokości. Na końcu są zaokrąglone lub nierówno nacięte.
KwiatyW liczbie 10–12 na kwiatostanie, który osiąga do 30 cm długości i jest łukowato wygięty. Oś kwiatostanu jest nierozgałęziona i ciemnoczerwona. Kwiaty wsparte są przysadkami o długości 2–4 mm. Kwiaty rozwijają się sukcesywnie i osiągają ok. 2–2,5 cm średnicy. Listki okwiatu różnobarwne, choć najczęściej jasnoróżowopurpurowe. Listki okwiatu często białoobrzeżone. Środkowy listek warżki jest brązowy i różowo plamiasty. Listki boczne są różowe.

## Systematyka
Gatunek klasyfikowany do podrodzaju Phalaenopsis i sekcji Stauroglottis. 

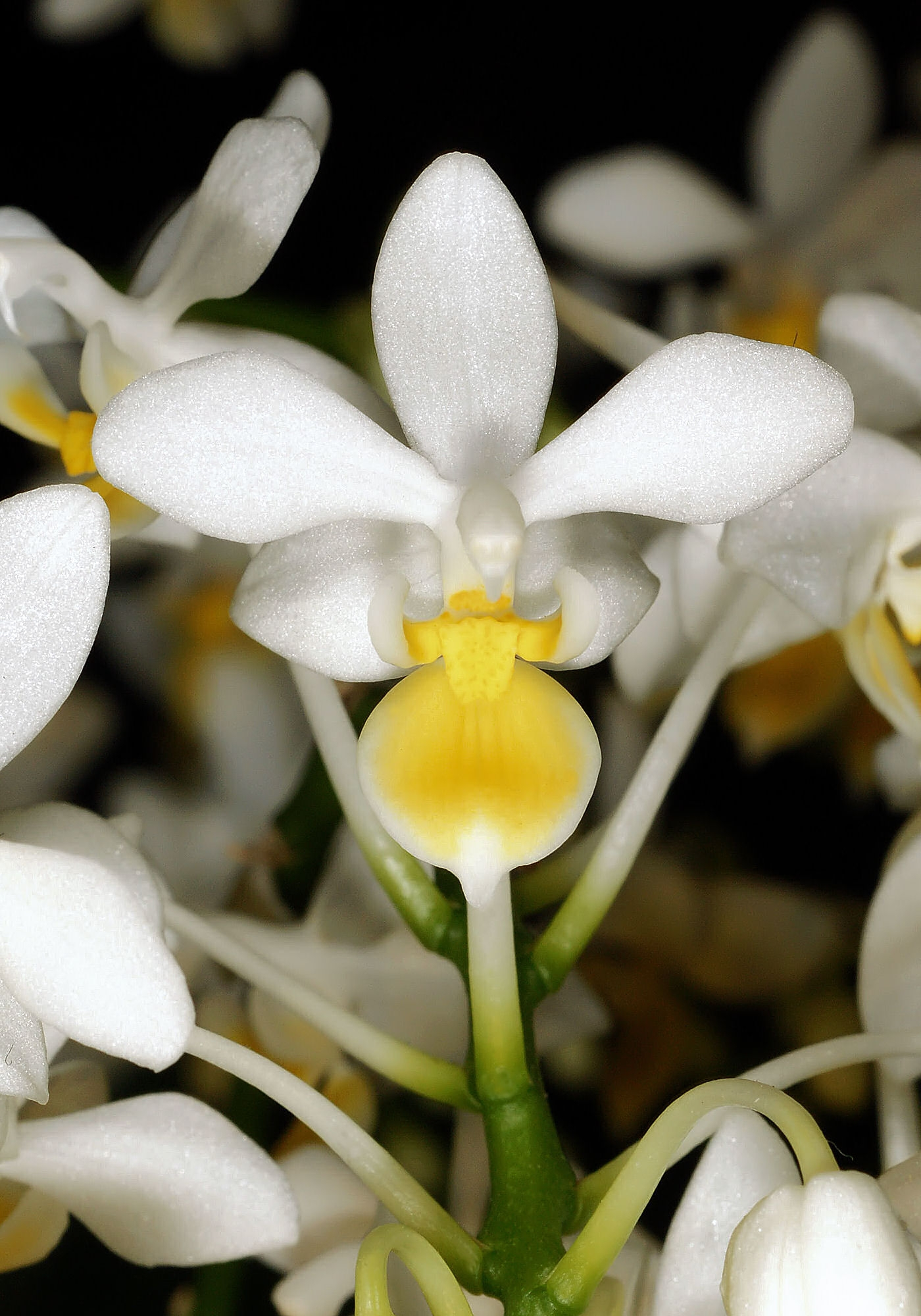
Forma aurea
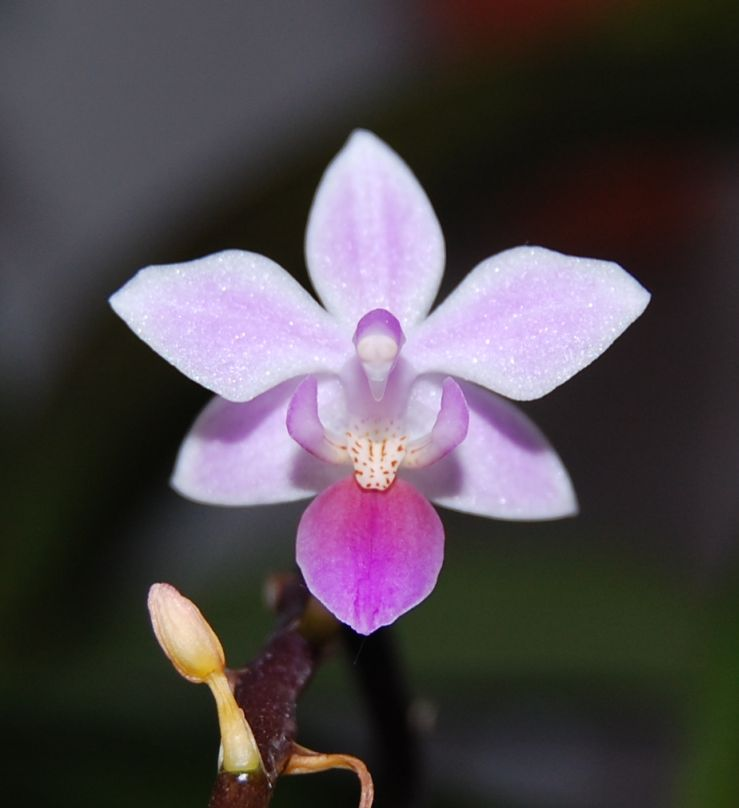
Odmiana leucaspis
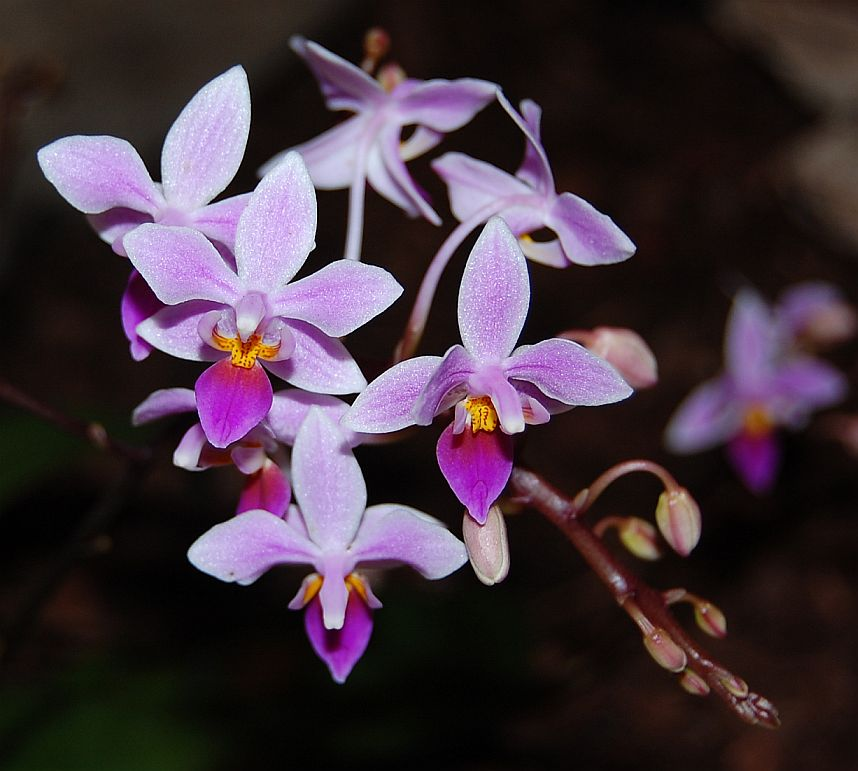
Forma typowa